# Liste der Bodendenkmale in Müden (Aller)
In der Liste der Bodendenkmale in Müden(Aller) sind alle Bodendenkmale der niedersächsischen Gemeinde Müden (Aller) aufgelistet. Die Quelle ist der Denkmalatlas Niedersachsen. Der Stand der Liste ist der 16. Juni 2024.

## Allgemein
In den Spalten finden sich folgende Informationen des Bodendenkmales :
- Lage        : geographische Koordinaten
- Bezeichnung : Bezeichnung lt. Denkmalatlas
- Beschreibung: Beschreibung lt. Denkmalatlas
- ID          : Objekt-ID
- Bild        : Bild, ggf. zusätzlich mit Link zu weiteren Fotos im Medienarchiv Wikimedia Commons.

## Dieckhorst
| Lage                         | Bezeichnung              | Beschreibung | ID       | Bild |
| ---------------------------- | ------------------------ | --- | -------- | ---- |
| 52° 29′ 58″ N, 10° 22′ 29″ O | Dieckhorst 2, Viehgehege | Wallanlage von unregelmäßiger Form. Dm. ca. 110 × 120 m. Der umlaufende Wall mit vorgelagertem Graben ist gut erhalten. Wallbr. bis 4,5 m; H. bis 1 m; größtenteils steil geböscht. Grabenbr. ca. 2,5 m; T. ca. 0,8 m. | 28941715 | BW   |